# Brian Deacon
Brian Deacon (Oxford, 23 febbraio 1949) è un attore britannico, famoso per aver interpretato il ruolo di Gesù nel film Jesus del 1979.

## Biografia
Prima di diventare un attore affermato, Brian Deacon ha lavorato come pulitore di vetrine e macellaio per mantenersi agli studi presso l'Oxford Youth Theatre.
Il 4 giugno 1977 si è sposato con Rula Lenska, dalla quale ha avuto una figlia, Lara, prima di divorziare nel 1987. Nel 1998 si è risposato con Nathalie Bloch-Lainé.

## Filmografia

### Cinema
- Triplo eco (The Triple Echo), regia di Michael Apted (1972)
- Il bacio, regia di Mario Lanfranchi (1974)
- Ossessione carnale (Vampyres), regia di José Ramón Larraz (1974)
- Jesus, regia di John Krish e Peter Sykes (1979)
- Lo zoo di Venere (A Zed & Two Noughts), regia di Peter Greenaway (1985)
- Jesus - Ragazzi all'inseguimento di Gesù (The Story of Jesus for Children), regia di John Schmidt (2000)
- The Projectionist, regia di Jamie Thraves - cortometraggio (2012)
- Mistaken, regia di Anthony Roberts (2013)
- Lay Me Down, regia di Lucy Tcherniak - cortometraggio (2014)
- The Medal, regia di Leo Baker e Adrian Thurston - cortometraggio (2015)
- The Beyond, regia di Hasraf Dulull (2017)

### Televisione
- The Guardians – serie TV, episodio 1x04 (1971)
- Love and Mr Lewisham – miniserie TV, 4 episodi (1972)
- Thirty-Minute Theatre – serie TV, episodio 8x09 (1972)
- ITV Saturday Night Theatre – serie TV, episodio 5x08 (1972)
- Investigatore offresi (Public Eye) – serie TV, episodio 6x10 (1973)
- Good Girl – serie TV, 6 episodi (1974)
- Churchill's People – serie TV, episodio 1x02 (1975)
- The Emigrants – serie TV, 4 episodi (1976)
- Centre Play – serie TV, episodio 6x08 (1977)
- Ghosts, regia di David Cunliffe – film TV (1977)
- The Feathered Serpent - serie TV (1976-1978)
- Lillie – miniserie TV, 7 episodi (1978)
- The New Media Bible: Book of Genesis (1979)
- Leap in the Dark - serie TV, 1 episodio (1980)
- Nelly's Version (1983) - film TV
- Enrico VI - Parte I (The First Part of King Henry VI) (1983) -film TV
- Enrico VI - Parte II (The Second Part of King Henry VI) (1983) - film TV
- Enrico VI - Parte III (The Third Part of King Henry VI) (1983) - film TV
- Richard III (1983) - film TV
- Separate Tables – film TV (1983)
- L'ora del mistero (Hammer House of Mystery and Suspense) - serie TV, 1 episodio (1984)
- Mr. Palfrey of Westminster - serie TV, 1 episodio (1985)
- Bleak House – miniserie TV (1985)
- Screen Two – serie TV, 1 episodio (1987)
- Valle di luna (Emmerdale Farm) - serie TV, episodi 1x1724 1x1725 (1992)
- Bugs - Le spie senza volto (Bugs) - serie TV, 1 episodio  (1995)
- Star Wars: Knights of the Old Republic II - The Sith Lords (2004) - Video Game (voce)
- Doctors - soap opera, 2 puntate (2009)
- Ceville (2009) - Video Game (voce)
- The Night of the Rabbit (2013) - Video Game (voce)